# Brion (Lozère)
Brion község Franciaország déli részén, Lozère megyében. 2010-ben 98 lakosa volt. A történelmi Gévaudan és Auvergne tartományok határán fekszik.

## Fekvése
Brion az Aubrac-hegység északi peremén fekszik, 1100 méteres  (a községterület 980-1272 méteres) tengerszint felette magasságban. Nyugati határát a Bès-folyó alkotja, mely egyben Lozère és Cantal megyék határa. Nyugatról Saint-Rémy-de-Chaudes-Aigues, északról Chauchailles, északkeletről Saint-Laurent-de-Veyrès, keletről La Fage-Montivernoux, délről Malbouzon és Recoules-d’Aubrac, délnyugatról pedig Grandvals községek határolják. A D73-as megyei út köti össze Malbouzonnal.
A községhez tartoznak Le Fau, Ussels, Brion-Vieux, Les Levades és La Chaldette szórványtelepülések.

## Története
A falu a nevét a Roc du Brion sziklacsúcsról kapta, mely címerében is szerepel; a csúcs egyben a brioni Roc du Brion-család névadója is, melynek leghíresebb tagja Michel Duroc, Napóleon marsallja volt. A középkorban a falu a Compostelába vezető Via Podiensis zarándokút fontos állomása volt (erre utal címerében a zarándokbot). Ekkor apátság is működött itt (Chaise-Dieu néven). Az utóbbi két évszázadban az elvándorlás következtében lakossága 1/4-ére csökkent.

### Demográfia
| Év   | Lakosság |
| ---- | -------- |
| 1793 | 817      |
| 1851 | 792      |
| 1876 | 661      |
| 1901 | 585      |
| 1936 | 513      |

| Év   | Lakosság |
| ---- | -------- |
| 1946 | 459      |
| 1954 | 351      |
| 1962 | 349      |
| 1968 | 303      |

| Év   | Lakosság |
| ---- | -------- |
| 1975 | 273      |
| 1982 | 248      |
| 1990 | 227      |
| 1999 | 198      |
| 2010 | 98       |

## Nevezetességei
- Saint-Jacques-templom - román stílusban épült, harangtornyában két harang található egymás mellett. A templom külső falán egy zarándok kőbevésett alakja látható.
- La Chaldette - a Bès völgyében található termálfürdő vize 32,5 °C-os hőmérsékletű. Elsőként 1831-ben hasznosították hőforrásait.
- Puech de Brion - az 1266 méteres hegycsúcsról szép kilátás nyílik.

## Kapcsolódó szócikk
- Lozère megye községei